# Flaming chilijski
Flaming chilijski, czerwonak chilijski (Phoenicopterus chilensis) – gatunek dużego ptaka brodzącego z rodziny flamingów (Phoenicopteridae), zamieszkujący Amerykę Południową. Bliski zagrożenia wyginięciem.

## Systematyka
Gatunek ten po raz pierwszy zgodnie z zasadami nazewnictwa binominalnego opisał Juan Ignacio Molina pod nazwą Phoenicopterus chilensis. Opis ukazał się w 1782 roku w Saggio sulla storia naturale del Chili. Jako miejsce typowe autor wskazał Chile.
Flaming chilijski jest podobny do flaminga karmazynowego (czerwonaka), niekiedy uważano go za jego podgatunek. Był także opisywany jako podgatunek flaminga andyjskiego. Monotypowy.

## Morfologia

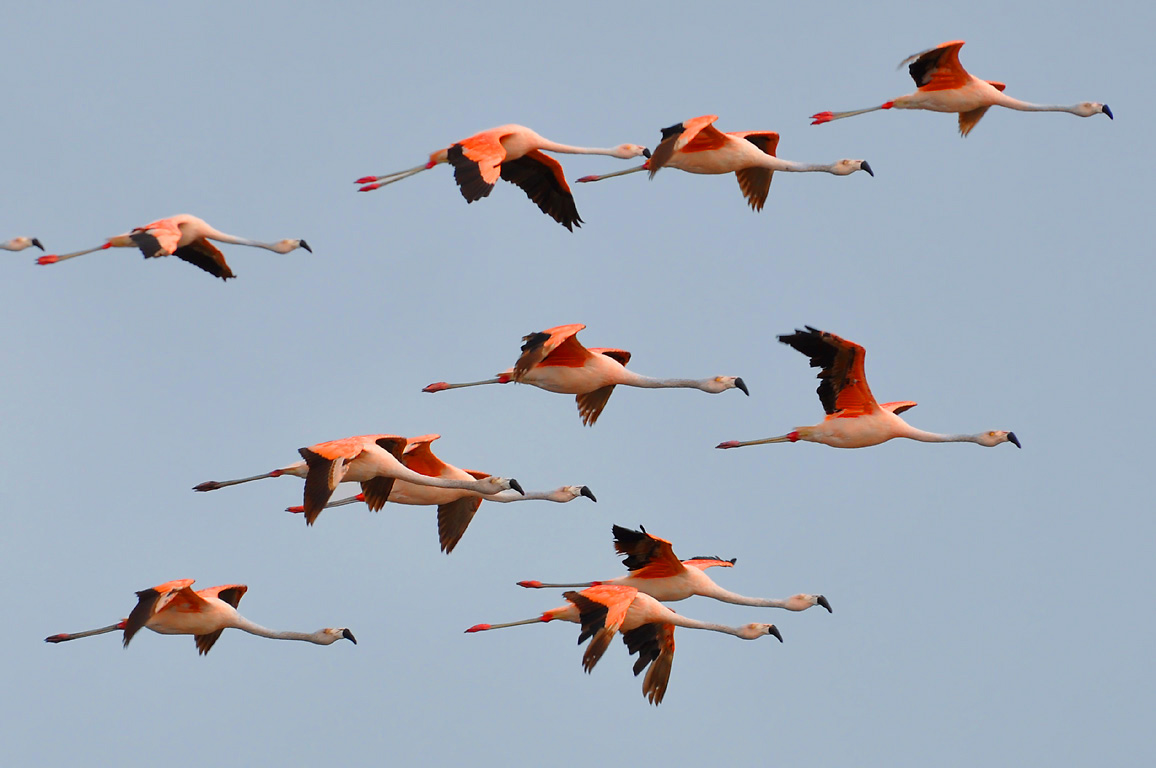
Flamingi chilijskie w locie

Długość ciała 100–110 cm – jest trochę mniejszy od czerwonaka. Masa ciała około 2,3 kg. Upierzenie intensywnie różowe; skrzydła czarne na końcach. Dziób dwukolorowy: czarny na końcu, biały u nasady; łapy zielonkawoszare do jasnoniebieskich; stawy stępu i palców są czerwone i wyraźnie odcinają się od reszty kończyny.

## Występowanie
Ameryka Południowa, od zachodnio-środkowego Ekwadoru na zachodzie, południowej Brazylii i Urugwaju na wschodzie, po Ziemię Ognistą na południu.
W rezerwacie Zwillbrocker Venn w północno-zachodnich Niemczech (przy granicy z Holandią) żyją razem z czerwonakami i flamingami małymi, gdzie lęgną się jak na wolności. Pochodzą od ptaków, które uciekły z ogrodów zoologicznych. Była to do końca XX wieku najbardziej wysunięta na północ kolonia tych ptaków.

## Status
Międzynarodowa Unia Ochrony Przyrody (IUCN) uznaje flaminga chilijskiego za gatunek bliski zagrożenia (NT – Near Threatened). Liczebność populacji szacowano w 2010 roku na około 300 tysięcy osobników. Trend liczebności populacji oceniany jest jako prawdopodobnie spadkowy z powodu zabierania jaj, polowań, niepokojenia i degradacji siedlisk tego gatunku.